# Filipe Gomes
Filipe Gomes (født 1997) er en malawisk svømmer.
Han tog 47. pladsen for sit land i 50 meter fri ved sommer-OL 2020 i Tokyo og kvalificerede sig derfor ikke til semifinalen i begivenheden.
Han repræsenterede sit land ved sommer-OL 2024 i Paris i 50 meter fri, hvor han kom på en 49. plads i forsøgsheatet og blev elimineret.